# Abdelkrim Grini
 (mai 2025).
Motif : en l'état, hors critères (médias locaux ou notoriété conjoncturelle)
- Archive Wikiwix
- Bing
- Cairn
- DuckDuckGo
- E. Universalis
- Gallica
- Google
- G. Books
- G. News
- G. Scholar
- Persée
- Qwant
- (zh) Baidu
- (ru) Yandex
- (wd) trouver des œuvres sur Wikidata

| 1. | Préciser le motif de la pose du bandeau. | Précisez le motif de la pose du bandeau en utilisant la syntaxe suivante : {{admissibilité à vérifier\|date=juin 2025\|motif=remplacez ce texte par le motif}}                       |
| 2. | Informer les utilisateurs concernés.     | Pensez à avertir le créateur de l'article, par exemple, en insérant le code ci-dessous sur sa page de discussion : {{subst:avertissement admissibilité à vérifier\|Abdelkrim Grini}} |

 (mai 2025).
Abdelkrim Grini est un magistrat français né au Maroc vers 1970. Immigré en France à l'âge de 4 ans, il devient avocat à l'âge de 25 ans et s'illustre notamment dans des affaires de discrimination. En 2010 il rejoint la magistrature. Il est en 2025 procureur de la République à Alès.

## Biographie
Abdelkrim Grini naît au Maroc vers 1971, dans une famille marocaine modeste. C'est à l'âge de 4 ans qu'il immigre en France avec elle, s'installant dans la quartier populaire de La Paillade à Montpellier. Il est titulaire d'une carte de séjour pendant trois ans et demi, et obtient la nationalité française à l'âge de 19 ans. Il entreprend des études de droit, qui le conduisent à épouser pendant 13 ans la carrière d'avocatet à plaider dans le Gard à partir de 1996.
Jeune avocat, il organise alors des constats d'huissier de discrimination à l'entrée de boîtes de nuit de sa ville. Ces opérations lui permettent d'obtenir la condamnation des gérants délinquants, et contribuent à faire évoluer la loi contre les discriminations. Il obtient également la condamnation d'Air France et d'Easy Jet pour des motifs similaires. Il assure plus tard la défense du Montpelliérain Zacarias Moussaoui, accusé d’être un des terroristes qui auraient dû se trouver à bord d'un des avions des attentats du 11 septembre 2001.
Il rejoint ensuite la magistrature en 2010, œuvrant comme substitut à Bobigny puis à la cour d'appel de Nîmes en 2013. Il est procureur de la République à Roanne de 2018 à 2023, puis à Alès.